# Les Funérailles d'antan
Albums de Georges Brassens
Le Pornographe
(1958) Le temps ne fait rien à l'affaire
(1961)
Les Funérailles d’antan est le septième album édité en France de Georges Brassens. Sorti en mars 1960 sans titre à l'origine, il est identifié par celui de la première chanson du disque.

## Édition originale de l’album
Mars 1960 : Disque microsillon 33 tours/25 cm, Minigroove/Philips, no 7 (B 76.488 R).
– Pochette : photo réalisée par Henri Guilbaud.
– Enregistrement : monophonique.
Remastérisation des bandes trois pistes en stéréophonie.

### Interprètes
- Georges Brassens : chant, guitare.
- Pierre Nicolas : contrebasse.
- Victor Apicella : seconde guitare.

### Chansons
Sauf indication contraire, toutes les chansons sont écrites et composées par Georges Brassens. 
Face 1
| No | Titre                           | Durée |
| -- | ------------------------------- | ----- |
| 1. | Les Funérailles d’antan         | 3′55″ |
| 2. | Le Mécréant                     | 3′24″ |
| 3. | Embrasse-les tous               | 2′21″ |
| 4. | Le Père Noël et la Petite Fille | 2′12″ |

Face 2
| No | Titre                  | Paroles                       | Durée |
| -- | ---------------------- | ----------------------------- | ----- |
| 1. | Le Bistrot             |                               | 2′43″ |
| 2. | L’Orage                |                               | 3′18″ |
| 3. | Pénélope               |                               | 3′05″ |
| 4. | Le Verger du roi Louis | Poème de Théodore de Banville | 1′50″ |

## Discographie liée à l’album

### Disques45 tours
Seules les premières éditions sont listées ci-dessous ; certains de ces disques ayant fait l’objet de rééditions jusqu’en 1966.
Identifications :
SP (Single Playing) = Microsillon 45 tours/17 cm (2 titres).
EP (Extended Playing) = Microsillon 45 tours/17 cm (4 titres), ou super 45 tours.
- 1959 : SP Philips, coll. « Succès » (B 372.745 F).

– Face 1 : Les Funérailles d’antan.
– Face 2 : Le Bistrot.
- 1959 : SP Philips, coll. « Succès » (B 372.746 F).

– Face 1 : Le Mécréant.
– Face 2 : L’Orage.
- 1959 : SP Philips, coll. « Succès » (B 372.822 F).

– Face 1 : Embrasse-les tous.
– Face 2 : Pénélope.
- 1960 : SP Philips, coll. « Succès » (B 373.575 F).

– Face 1 : Le Père Noël et la Petite Fille.
– Face 2 : Le Bistrot.
- 1960 : SP Philips, coll. « Succès » (B 373.576 F).

– Face 1 : L’Orage.
– Face 2 : Pénélope.
- Mars 1959 : EP Philips, 11e série (432.513 BE).

– Face 1 : Les Funérailles d’antan – Le Verger du roi Louis (Poème de Théodore de Banville).
– Face 2 : L’Orage – Embrasse-les tous.
- 1960 : EP Philips, 12e série (432.514 BE).

– Face 1 : Le Mécréant – Le Bistrot.
– Face 2 : Pénélope – Le Père Noël et la Petite Fille.

### Rééditions de l’album
Identifications :
LP (Long Playing) = Microsillon 33 tours/25 cm
CD (Compact Disc) = Disque compact
- 1962 : LP Philips, no 7 (B 76.488 R).

- Novembre 2010 : Réplique recto/verso de la pochette originale, CD Mercury/Universal (274 898-6)[2].